# Epitranus aligarhensis
Epitranus aligarhensis is een vliesvleugelig insect uit de familie bronswespen (Chalcididae). De wetenschappelijke naam is voor het eerst geldig gepubliceerd in 1986 door Shafee & Dutt.